# Günther Discher
Günther Discher, auch Günter Discher (* 20. März 1925 in Hamburg-Eimsbüttel; † 9. September 2012 in Hamburg), war ein Swing-Liebhaber und Platten-Sammler und wurde als „der älteste Jazz-DJ Deutschlands“ bezeichnet.

## Leben
Als er in seiner Jugendzeit die ersten Swing-Schallplatten von großen Künstlern aus den USA (z. B. Duke Ellington, Artie Shaw, Louis Armstrong) hörte, war er begeistert, die Schallplatten stießen bei ihm und seinen Freunden auf großes Interesse.
Doch die nationalsozialistische „Reichskulturkammer“ ächtete Swing bald als „undeutsch“ und „entartet“. Nach Kriegsbeginn galt die Musik sogar als „Feindmusik“. Sie war zwar entgegen häufiger Behauptung nicht per Reichsgesetz verboten, die Mitglieder der Swing-Jugend wurden dennoch von der Gestapo beobachtet und verfolgt.
Die Swing-Platten verschwanden daher wieder aus den Regalen der Plattengeschäfte. Doch Günther Discher kam dennoch an die heute raren Sammlerstücke: Der Weg führte über einen befreundeten, in Dänemark stationierten Soldaten. Dort gab es ein vergleichsweise paradiesisches Sortiment. Der Soldat schickte die begehrten Scheiben nach Deutschland. Die Pakete wurden mit „Heerespost“ beschriftet und konnten so, ohne dass der Zoll sie öffnete, über die Grenze gelangen. Günther Discher belieferte Clubs und Bekannte in Hamburg – St. Pauli. Seine Sammlung belief sich schon damals auf rund 400 Schellackplatten.
1942 wurde er bei der Gestapo denunziert und festgenommen. Er kam bis Kriegsende in das Jugendkonzentrationslager Moringen, weil er „durch sein zersetzendes und staatsabträgliches Treiben erhebliche Unruhe in die Bevölkerung“ trage. Als Folge der Gefangenschaft trug er chronische Gesundheitsschäden davon und musste sich mehreren Operationen unterziehen.
Günther Discher lebte zuletzt in Hamburg und war als maßgeblicher Swing-Experte bekannt. Er besaß mit rund 10.000 CDs und 25.000 LPs ein sehr großes Swing-Platten-Archiv.
Beim Label Ceraton hatte er eine eigene CD-Edition. Für die „Günter Discher Edition“ wurden viele bekannte, aber auch unbekannte und rare Stücke aus seiner großen Sammlung klangrestauriert und veröffentlicht. In darauf befindlichen Zeitzeugen-Gesprächen erzählt er über die Besonderheiten verschiedener Künstler. Auch in Zeitzeugen-Vorträgen in Gedenkstätten und (Musik-)Hochschulen berichtete er über seine Liebe zur Swingmusik sowie die damalige Zeit.
Außerdem galt Discher als der älteste DJ Deutschlands. Bei seinen Auftritten spielte er sehr unterschiedliche Swing- und Jazz-Musik, die das ganze Publikum ansprechen sollte. Mit der zweiten großen Swing-DJ Deutschlands Swingin’ Swanee trat er auch im Doppel in ganz Deutschland auf.
2006 richtete er auf seiner Webseite mit „Hotkoffer“ einen eigenen Podcast ein, in dem er den Swing der 30er und 1940er Jahre präsentierte. Somit war Günter Discher, nach eigenen Angaben, auch der älteste Podcaster Deutschlands.

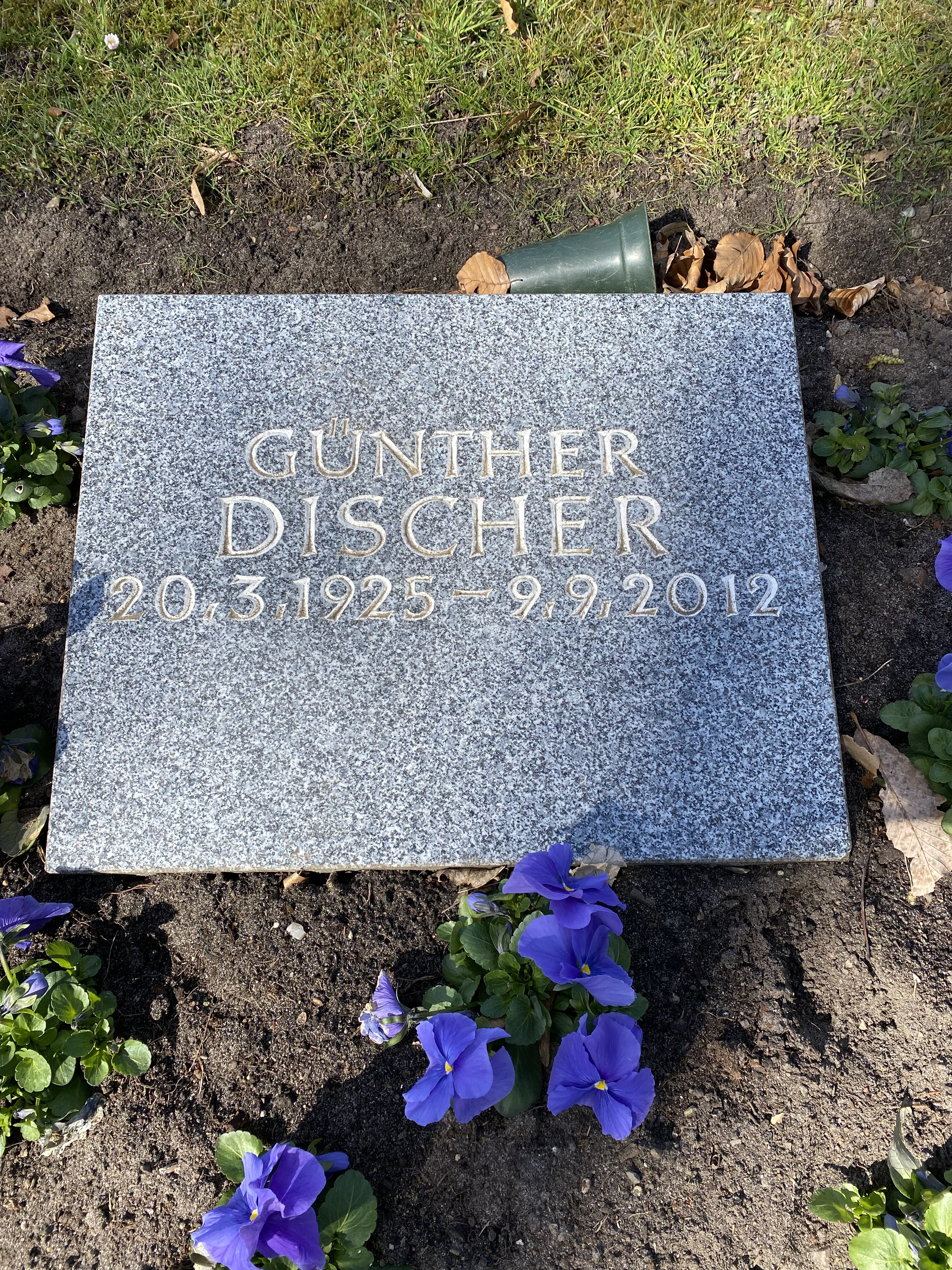
Grab auf dem Friedhof Ohlsdorf

Er wurde im Jahr 2000 vom Senat der Freien und Hansestadt Hamburg mit der Biermann-Ratjen-Medaille für seine künstlerischen Verdienste um die Stadt Hamburg geehrt. Er starb im Alter von 87 Jahren im Nachtschlaf, nachdem er am Abend zuvor in einem Altenheim noch als DJ Musik gespielt hatte. Seine letzte Ruhestätte fand Discher auf dem Friedhof Ohlsdorf, dort ruht er auf dem Ehrenfeld der Geschwister-Scholl-Stiftung beim Eingang Bramfelder Chaussee.
Dischers Leben während des Dritten Reiches inspirierte den US-Film Swing Kids aus dem Jahr 1993.

## Zitate
- „Weil diese Musik hatte einen Rhythmus. Unsere früheren Operetten und so weiter, die wir da einfach runtergedudelt haben, die hatten ja diesen straffen Rhythmus nicht, und so kamen wir dann zur Swingmusik. Wir waren natürlich keine Jazzfans und keine großen Fachleute, aber die Musik war irgendwie aufregend. Das interessierte uns.“[6]
- „Und da haben wir uns also abgewendet und haben gesagt, das ist nicht unser Lebensstil – außerdem war die Swingmusik Freiheit – grenzenlose Freiheit. Das Improvisieren der Musiker zeigt ja schon die Freiheit der amerikanischen Jazzmusik, während im deutschen Rundfunk ja nur triefende Marschmusik gespielt wurde, wie gesagt.“[6]
- „Es darf getanzt werden! Ich bitte Sie aber, nicht das Mobiliar zu zerstören!“[1]